# Antoine Jacob Montfleury
Antoine Jacob Montfleury (* 22. September 1639 in Paris; † 11. Oktober 1685 in Aix-en-Provence) war ein französischer Dramatiker.

## Leben und Werk
Antoine Jacob war der Sohn des Theaterschauspielers Zacharie Jacob (1608–1667) und der Enkel des Theaterschauspielers Fleury Jacob. Da Antoine Jacob und Zacharie Jacob unter dem Namen Montfleury bekannt waren, ist es sinnvoll, zwischen Montfleury Vater und Montfleury Sohn zu unterscheiden. Wo das nicht geschieht, ist unter dem Namen Montfleury zumeist der Sohn gemeint.
Antoine Jacob studierte Rechtswissenschaft und wurde 1660 Anwalt. Er übte jedoch den Beruf nicht aus, sondern wandte sich wie Vater und Großvater dem Theater zu, vielleicht als Schauspieler, mit Sicherheit als Autor von rund 20 Theaterstücken bis 1678 (überwiegend Komödien). Am Theater des Hôtel de Bourgogne war er Rivale Molières. Ab 1678 lebte er im Auftrag von Colbert in diplomatischer Mission in Aix-en-Provence.

## Werke

### Theater
- (1660) Le mariage de rien. (erfolgreich)
- (1661) Les Bestes raisonnables.
- (1663) Le Mary sans femme. (spielt in Algier)
  - (moderne Ausgabe) Le Mary sans femme. Hrsg. Edward Forman. University of Exeter, Exeter 1985.
- (1664) L’Escole des jaloux ou le Cocu volontaire.
- (1664) L’Impromptu de l’Hôtel de Condé. San Remo 1875.(gegen Molières Schule der Frauen)
- (1664) Le mariage de rien.
- (1664) Trasibule. Tragi-comédie représentée sur le théâtre royal de l’hôtel de Bourgogne.
- (1666) L’école des filles.
- (1668) L’Escole des jaloux ou le Cocu volontaire.

- (1669) La femme juge et partie.

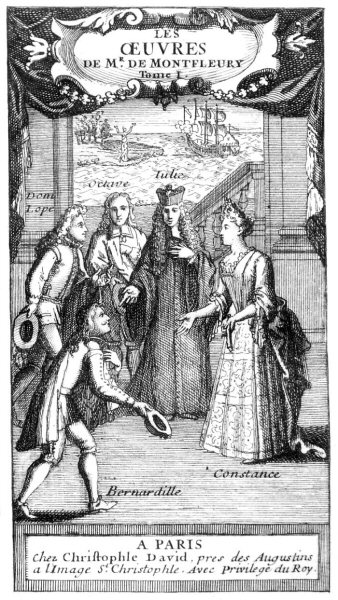
Szenenbild aus La Femme juge et partie (1705)

  - (Libretto) Jules Adenis: Juge et partie. Opéra comique en deux actes d’après Montfleury. Tresse et Stock, Paris 1887. (Komponist der Oper: Edmond Missa)
- (1670) Le gentilhomme de Beauce.
- (1670) Le Procez de la Femme juge et partie.
- (1672) La Fille capitaine.
- (deutsch) Friedrich Wilhelm Gotter: Der Faschingsstreich, eine Posse in fünf Akten. Nach Montfleury. Leipzig, Dykische Buchhandlung 1778. Saur, München 2008.
- (1673) L’ambigu comique, ou Les amours de Didon et d’Aenée. Tragédie en 3 actes, mêlée de 3 intermèdes comiques.
- (1674) (mit Thomas Corneille) Le comédien poète.
- (1674) Trigaudin, ou Martin Braillart. (Farce, wenig erfolgreich)
- (1677) Crispin gentilhomme, ou l’Enfant retrouvé.
- (1678) La dame médecin.
- (1698) Le garçon sans conduite.
- (1700) Les amants. Infortunez et contens.
- (?) La dupe de soi-même.

### Gesammelte Werke (Auswahl)
- Les Oeuvres de Montfleury. J. Ribou, Paris 1676.
  - (L’Escole des jaloux ou le Cocu volontaire. Le Comédien poëte. Trigaudin ou Martin Braillart. La Femme juge et partie. Le Gentil-homme de Beauce. L’Ambigu-comique, ou les Amours de Didon et d’Aenée)
- Les oeuvres de M. Montfleury. Contenant ses pièces de théâtre, représentées par la troupe des comédiens du Roi à Paris. 2 Bde. 1698, 1705.
- (1739) Théâtre de MM. de Monfleury, père et fils. Nouvelle édition, augmentée de 3 comédies, avec des mémoires sur la vie et les ouvrages de ces deux auteurs. Hrsg. François-Antoine Jolly. 3 Bde. Compagnie des libraires, Paris 1739.
  - (La mort d’Asdrubal. Le mariage de rien. Le mari sans femme. Trasibule. L’impromptu de l’hostel de Condé. L’école des filles. La femme juge et partie. Procès de la femme juge et partie. L’école des jaloux, ou Le cocu volontaire. Le gentilhomme de Beauce. La fille capitaine. L’ambigu-comique. Le comédien poète. Trigaudin, ou Martin Braillard. La dame médecin. La dupe de soi-mesme. Crispin gentilhomme)